# Павлово (Западно-Казахстанская область)
Павлово (каз. Павлово) — село в Зеленовском районе Западно-Казахстанской области Казахстана. Входит в состав Махамбетского сельского округа. Код КАТО — 274465400.

## Население
В 1999 году население села составляло 309 человек (162 мужчины и 147 женщин). По данным переписи 2009 года, в селе проживало 228 человек (124 мужчины и 104 женщины).